# Castillo de Suances
El castillo de Suances o castillo de Ceruti es un palacio que imita la arquitectura militar medieval. Está situado junto a un acantilado, dentro de la población de Suances (Cantabria, España), con vistas a las playas de La Concha y Los Locos. Fue construido en 1904 en piedra de sillería y mampostería por encargo del barón de Peramola Florencio Ceruti y Castañeda, mientras ostentaba la alcaldía de Torrelavega (1901-1906).

## Descripción
Suances, y en concreto el área que circunda al castillo, desde principios del siglo XX, se convierte en lugar de veraneo de la aristocracia y de empresarios del interior, tanto de Cantabria como de España, Castilla y Madrid, principalmente. Sin embargo, para mediados de siglo, el edificio se encuentra abandonado, tras unas desavenencias patrimonales en el seno de la familia y el ayuntamiento.
En un estado deplorable, se inician los trámites para su compra y acondicionamiento. Es entonces cuando, en el año 1987, se reconstruyó con el fin de albergar un hotel. Volvió a restaurarse en el año 2003 y, en última instancia, se reacondiciona hacia 2020.
Adquiere una forma característica. Así, podemos vislumbrar la silueta del castillo, la del hotel y la del restaurante sin que dé la sensación de estar en el mismo edificio, respetando la diferencialidad de cada uno. Esto es más reseñable desde el interior, con varias áreas de estancia diferenciadas.
La última reforma se hizo a cargo del estudio de arquitectura MMIT Arquitectos. La actuación fue alabada por la crítica, tanto en el ámbito del diseño como el gastronómico. En el verano de 2022, el Diario Montañés (el periódico con más tirada de la región) le dedicó un reportaje informativo y fotográfico. 
En la actualidad, junto al hotel, funciona en su interior un moderno restaurante al borde del mar, El Castillo de Los Locos. El nombre se refiere a la playa de los Locos, junto a la que se encuentra. Esta constituye un paraíso para los surfistas del norte de España, lugar de competiciones y certámenes, tanto nacionales como internacionales.
Antiguamente existió en Suances otro castillo, la Torre de San Martín de la Arena (que dio su nombre a la homónima ría del río Saja, que allí desemboca), que desapareció en el proceso de ampliación del municipio. Su lugar se situaba en el punto elevado más próximo al puerto, bajo un edificio con forma de torre, completamente blanco.
- Datos: Q8342567